# USS Dace (SS-247)
Pour les autres navires du même nom, voir USS Dace et Leonardo da Vinci (navire).
L'USS Dace (SS-247) est un sous-marin de classe Gato construit pour l'United States Navy pendant la Seconde Guerre mondiale.
Construit au chantier naval Electric Boat de Groton dans le Connecticut, sa quille est posée le 22 juillet 1942, il est lancé le 25 avril 1943 ; parrainé par Mme O. P. Robertson ; et mis en service le 23 juillet 1943, sous le commandement du lieutenant commander Joseph F. Enright.

## Historique
Opérationnel en juillet 1943, il sert dans le Pacifique de septembre 1943 à la fin de la Seconde Guerre mondiale. Après avoir mené sept patrouilles de guerre, le Dace est crédité de 28 689 tonneaux envoyés par le fond, soit six navires japonais de grande taille, dont le croiseur lourd Maya.
Hors service de février 1947 à août 1951, le Dace opéra dans l'Atlantique de 1951 à 1953, puis subit une importante modernisation. Après une brève période de service actif d'octobre 1954 à janvier 1955, il fut transféré dans la marine italienne et renommé Leonardo da Vinci.
Après avoir embarqué le personnel italien pour une courte période de formation, l'unité a été transférée en Italie le 31 janvier 1955, avec la formule du prêt de cinq ans, dans le cadre d'un programme d'assistance militaire. À la fin de la période de cinq ans, le prêt a été renouvelé pour cinq années supplémentaires et sera renouvelé deux fois de plus.
Le sous-marin a continué à servir jusqu'à son désarmement le 28 février 1973 et sa radiation finale le 1er mai suivant.

## Décorations
Le Dace a reçu la Navy Unit Commendation pour sa cinquième patrouille de guerre au cours de laquelle il coula le croiseur lourd japonais Maya. En outre, il fut décoré de sept Battles star pour son service pendant la Seconde Guerre mondiale.